# كاليميرا
كاليميرا (بالإيطالية: Calimera)‏ هي بلدة وبلدية في مقاطعة ليتشي في إقليم بوليا في جنوب إيطاليا.

## السكان
في سنة 1861 بلغ عدد السكان 2٬295 نسمة، وتطور العدد ليصل في سنة 2011 لـ 7٬264 نسمة.
يظهر هذا المخطط البياني تطور النمو السكاني لـ كاليميرا

## أعلام
- جوزبي غبريالي